# Gazelle FC
El Gazelle FC es un equipo de fútbol de Chad que participa en la Primera División de Chad, la liga de fútbol más importante del país.

## Historia
Fue fundado en el año 1972 en la capital Yamena y es un equipo que ha destacado más por su participación en los torneos de copa que en la liga, ya que ha sido campeón de copa 5 veces, mientras que solo la liga la ha ganado en 2 ocasiones. Ha estado en los torneos continentales en 7 ocasiones, sin destacar en ninguna participación.

## Palmarés
- Primera División de Chad: 4

2010, 2012, 2014-15, 2020
- Copa de Chad: 5

1973, 1974, 1997, 2000, 2001.

## Participación en competiciones de la CAF
| Temporada | Torneo                       | Ronda      | Club                  | Casa | Visita | Global  |
| --------- | ---------------------------- | ---------- | --------------------- | ---- | ------ | ------- |
| 1993      | Recopa Africana              | Preliminar | CD Elá Nguema         | 1-1  | 1-2    | 2-3     |
| 1998      | Recopa Africana              | Preliminar | Dragons FC de l'Ouémé | 2-2  | 1-4    | 3-6     |
| 2001      | Recopa Africana              | Preliminar | SC Praia              | 5-2  | w.o.1  | 5-2     |
| 2001      | Recopa Africana              | 1          | AS Saint-Luc          | 0-1  | 2-2    | 2-3     |
| 2002      | Recopa Africana              | Preliminar | Akokana FC            | 3-1  | 0-0    | 3-1     |
| 2002      | Recopa Africana              | 1          | USM Alger             | 0-0  | 1-6    | 1-6     |
| 2005      | Copa Confederación de la CAF | Preliminar | FC 105 Libreville     | 3-1  | 0-2    | 3-3 (a) |
| 2010      | Liga de Campeones de la CAF  | Preliminar | Bayelsa United        | 1-0  | 2-2    | 3-2     |
| 2010      | Liga de Campeones de la CAF  | 1          | Al-Merrikh SC         | 1-1  | 1-2    | 2-3     |
| 2013      | Liga de Campeones de la CAF  | Preliminar | Zamalek SC            | 0-0  | 0-7    | 0-7     |

1- SC Praia abandonó el torneo después de jugar el partido de ida.

## Equipo

### Jugadores destacados
- Abdoulaye Bichara
- Armel Koulara
- Cesar Madalangue
- Madawa Macrada